# Joseph Laissus
Pour les articles homonymes, voir Laissus.
Joseph Laissus (Paris, 28 février 1900 - Paris, 27 février 1969) est un chimiste et vernien français.

## Biographie
Ingénieur du Conservatoire national des Arts et Métiers (Métallurgie) (1925), Docteur de l'Université de Paris (1927), il travaille comme chimiste chez Renault, Citroën puis Truffaut avant de devenir professeur de métallographie.
Directeur et fondateur de l’École technique supérieure du Laboratoire (1934), il effectue des recherches sur la cémentation métallique et sur le glucinium qui lui font obtenir en 1963 un prix de l'Académie des Sciences. 
En 1966, avec Olivier Dumas, il refonde la Société Jules-Verne qu’il préside de 1966 à 1969.
Joseph Laissus est le père d'Yves Laissus (né en 1930), archiviste paléographe et ancien directeur de la bibliothèque centrale du Muséum national d'histoire naturelle.

## Œuvres
Joseph Laissus publia de nombreux articles sur des sujets très divers, aussi bien scientifiques que littéraires. Il est aussi le rédacteur des définitions 'alchimie et chimie ancienne du Grand Larousse encyclopédique. On lui doit aussi les ouvrages suivants : 
- Contribution à l'étude des cémentations métalliques, 1927
- Cémentation du fer et des alliages ferreux par le glucinium, 1935
- Brevets d'invention français, 1791-1902. Un siècle de progrès technique, 1958
- Joseph Pitton de Tournefort (1656-1708) et ses portraits, 1965
- Jules Verne l'extraordinaire voyageur: 1828-1905, 1966
- Un éminent botaniste, le professeur Wilhelm-Philippe Schimper (1808-1880), 1969
- Un Astronome français en Espagne, 1970